# Pawel Gerassimowitsch Lisizian
Pawel Gerassimowitsch Lisizian (russisch Павел Герасимович Лисициан, armenisch Պավել (Պողոս) Գերասիմի Լիսիցյան Pawel (Poghos) Gerasimi Lisitsjan; * 6. November 1911 in Wladikawkas; † 6. Juli 2004 in Moskau) war ein russisch-armenischer Bariton. Er galt international als bedeutendster sowjetischer Opern- und Liedsänger dieser Stimmlage seiner Generation.
Lisizian studierte am Leningrader Konservatorium und debütierte 1935 am Mali („Kleinen“) Theater. 1937 sang er am Opern- und Ballett-Theater Jerewan, ab 1940 wurde er für ein Vierteljahrhundert Mitglied der Truppe des Bolschoi-Theaters. In den 1950er und 1960er Jahren kam es zu zahlreichen Aufnahmen, in denen Lisizian neben den größten seiner Kollegen (Reisen, Nelepp, Archipowa, Wischnewskaja) glänzte. Der Sänger gastierte auch im Westen, sogar an der Metropolitan Opera. Nach Ende seiner gesanglichen Tätigkeit widmete er sich eine Zeit lang dem Lehren.
Lisizians Stimme zeichnete sich durch eine besonders kraftvolle Emission und ein sehr reines, metallisches Timbre, wie bei einer Trompete, aus. Auch waren seine Wortbetonung und Artikulation sehr genau.
1988 wurde er in der DDR mit dem Orden Stern der Völkerfreundschaft in Gold ausgezeichnet.

## Quelle
- Horst Seeger: Opernlexikon, 4. Auflage 1989, Henschelverlag Kunst und Gesellschaft Berlin, DDR, ISBN 3-362-00014-2.